# Religia w województwie wielkopolskim
Religia w województwie wielkopolskim – lista kościołów i związków wyznaniowych działających na terenie województwa wielkopolskiego.

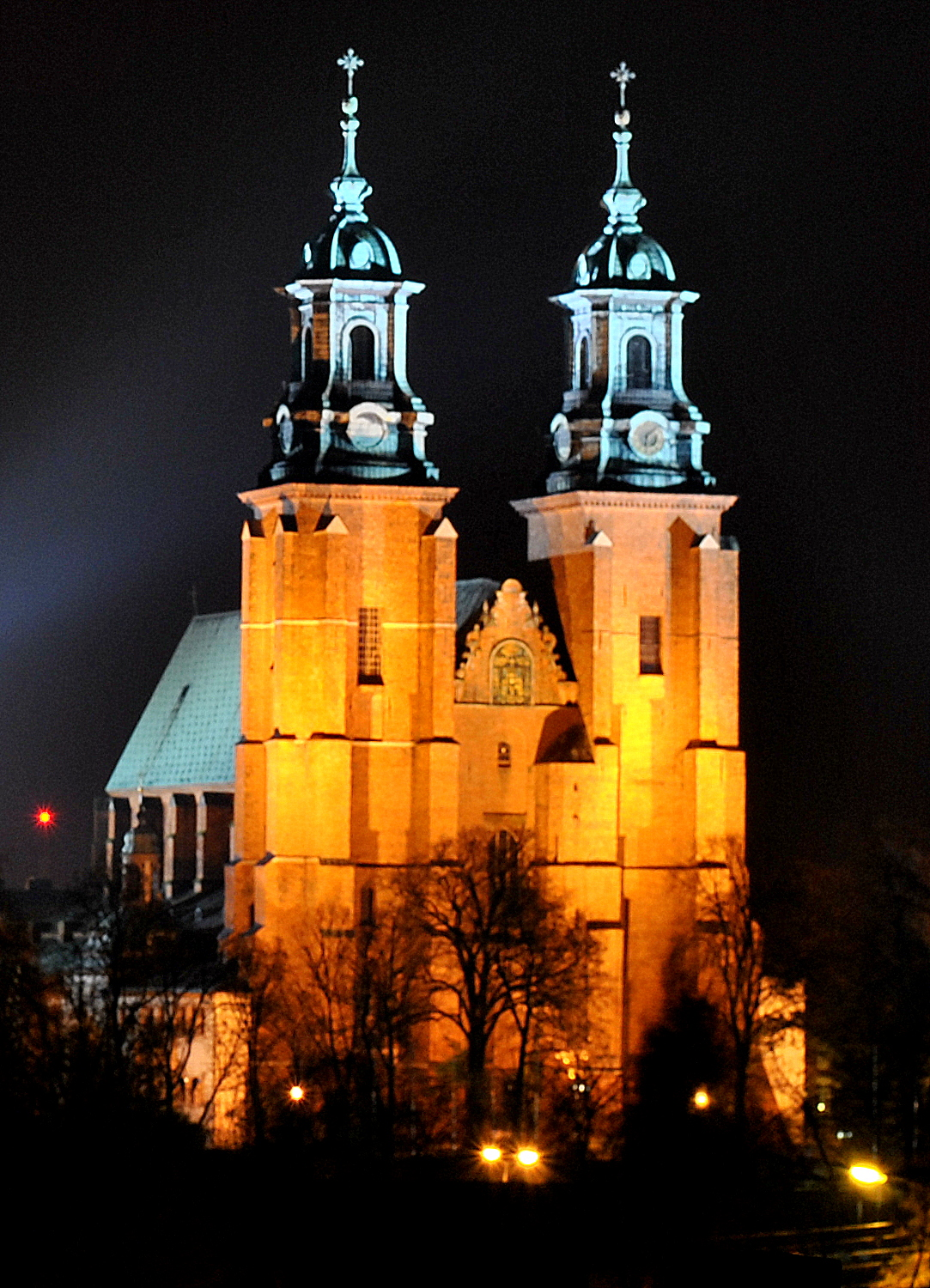
Archikatedra gnieźnieńska (bazylika prymasowska)

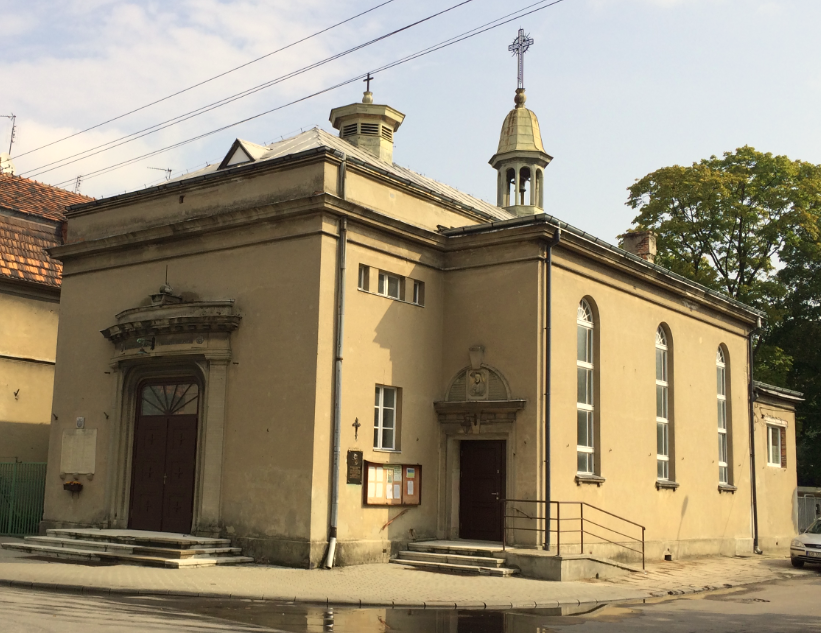
Cerkiew greckokatolicka Opieki Matki Bożej w Poznaniu

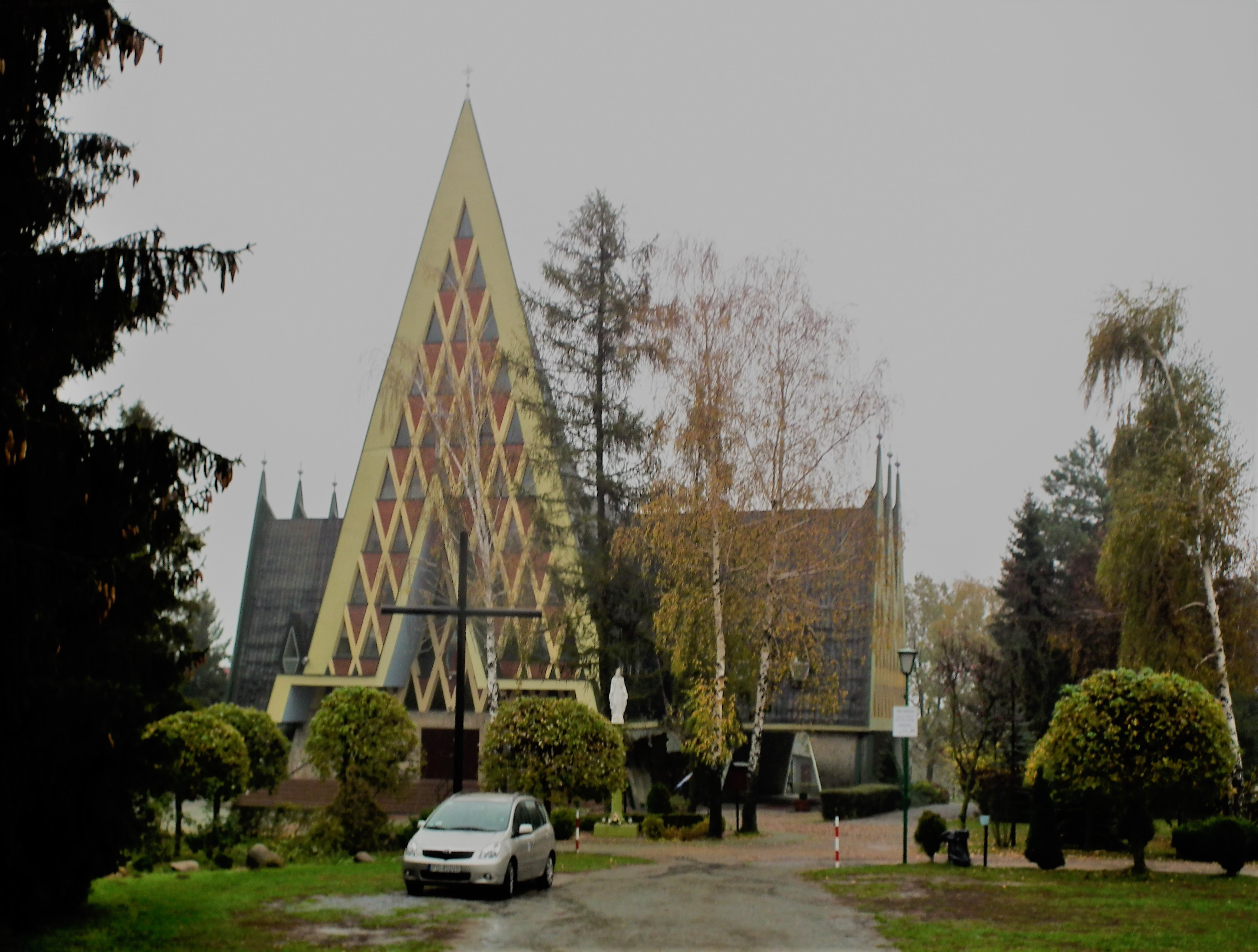
Prokatedra polskokatolicka Narodzenia Najświętszej Maryi Panny w Kotłowie

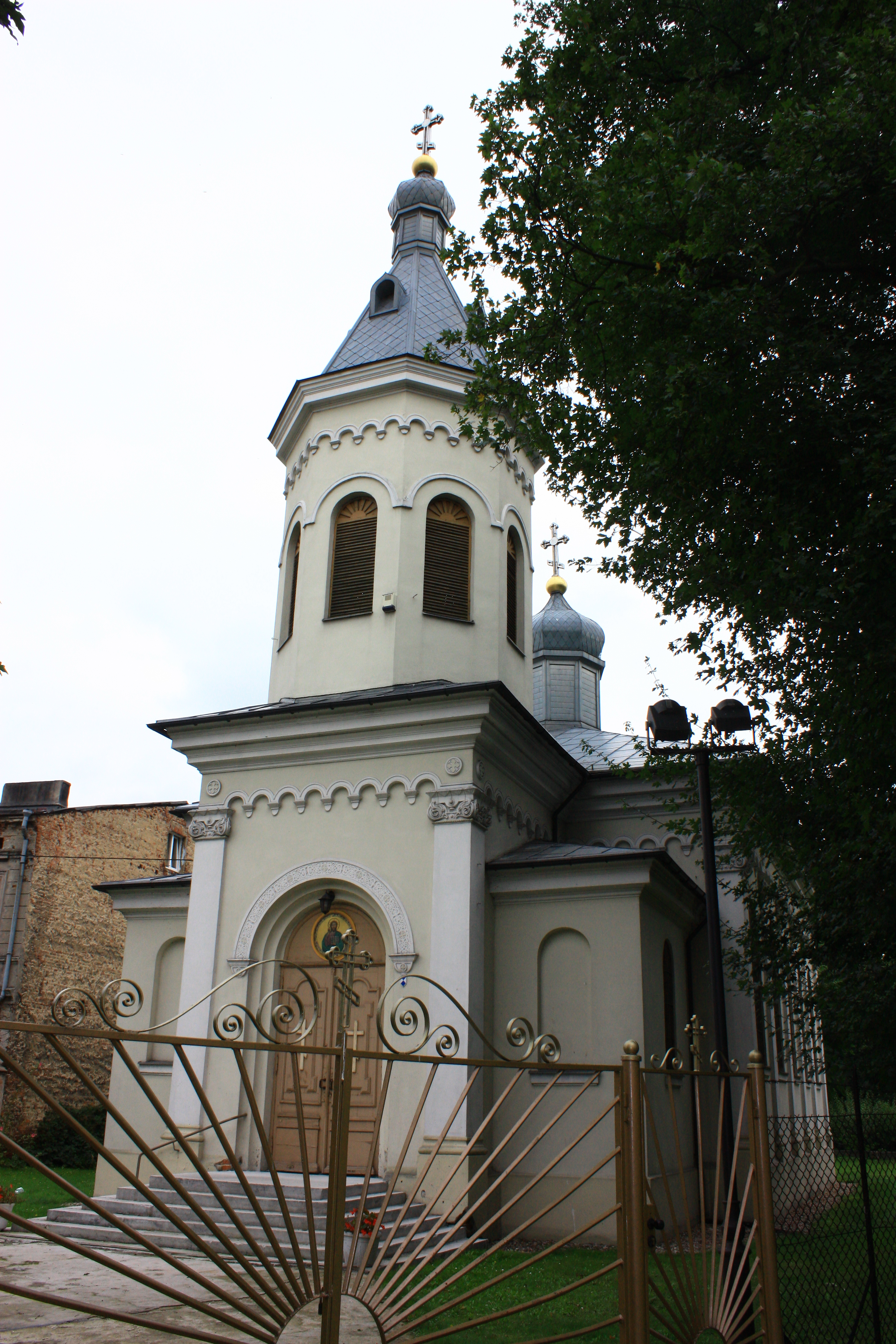
Cerkiew prawosławna Świętych Apostołów Piotra i Pawła w Kaliszu

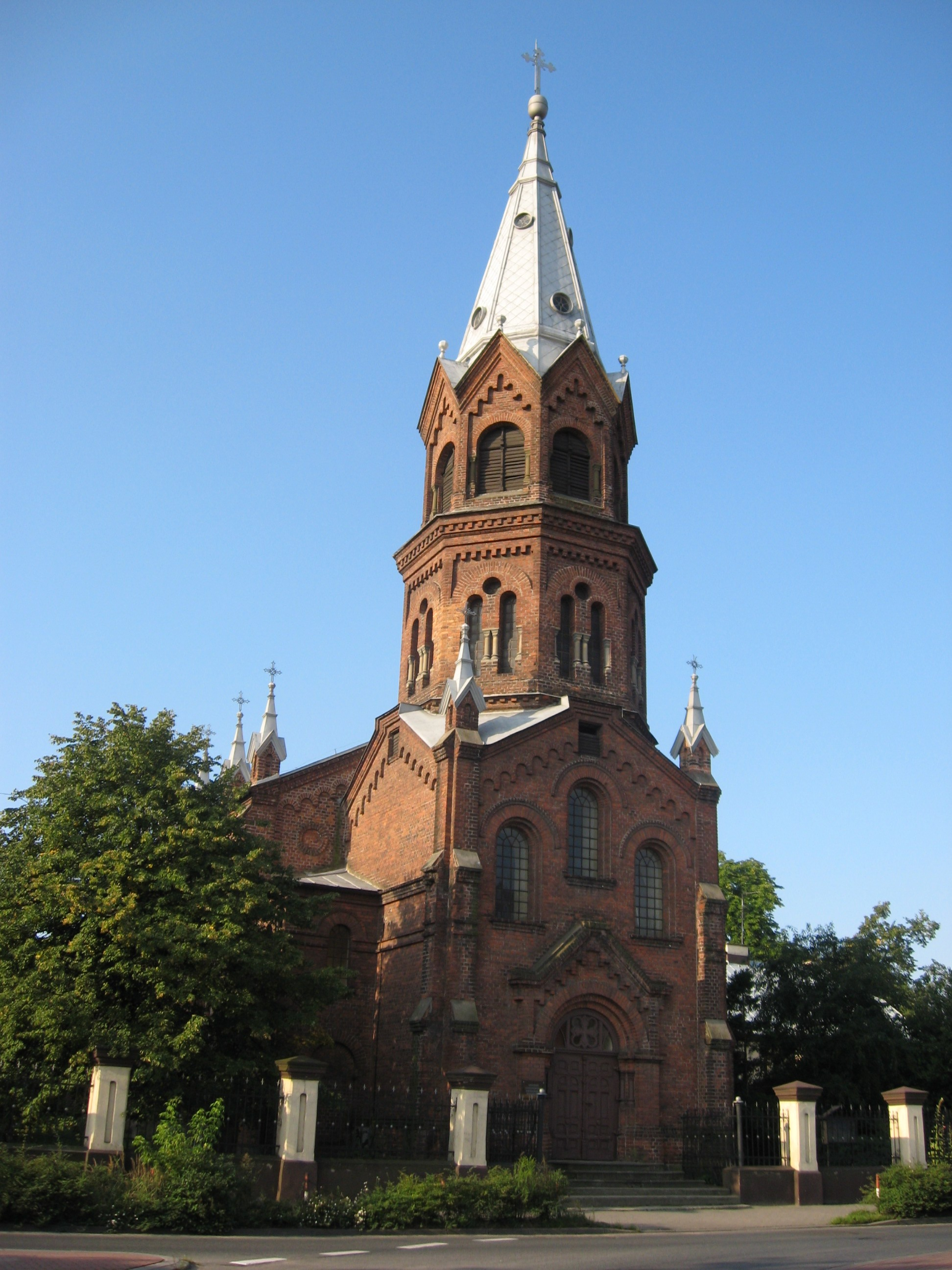
Kościół ewangelicko-augsburski Świętego Ducha w Koninie

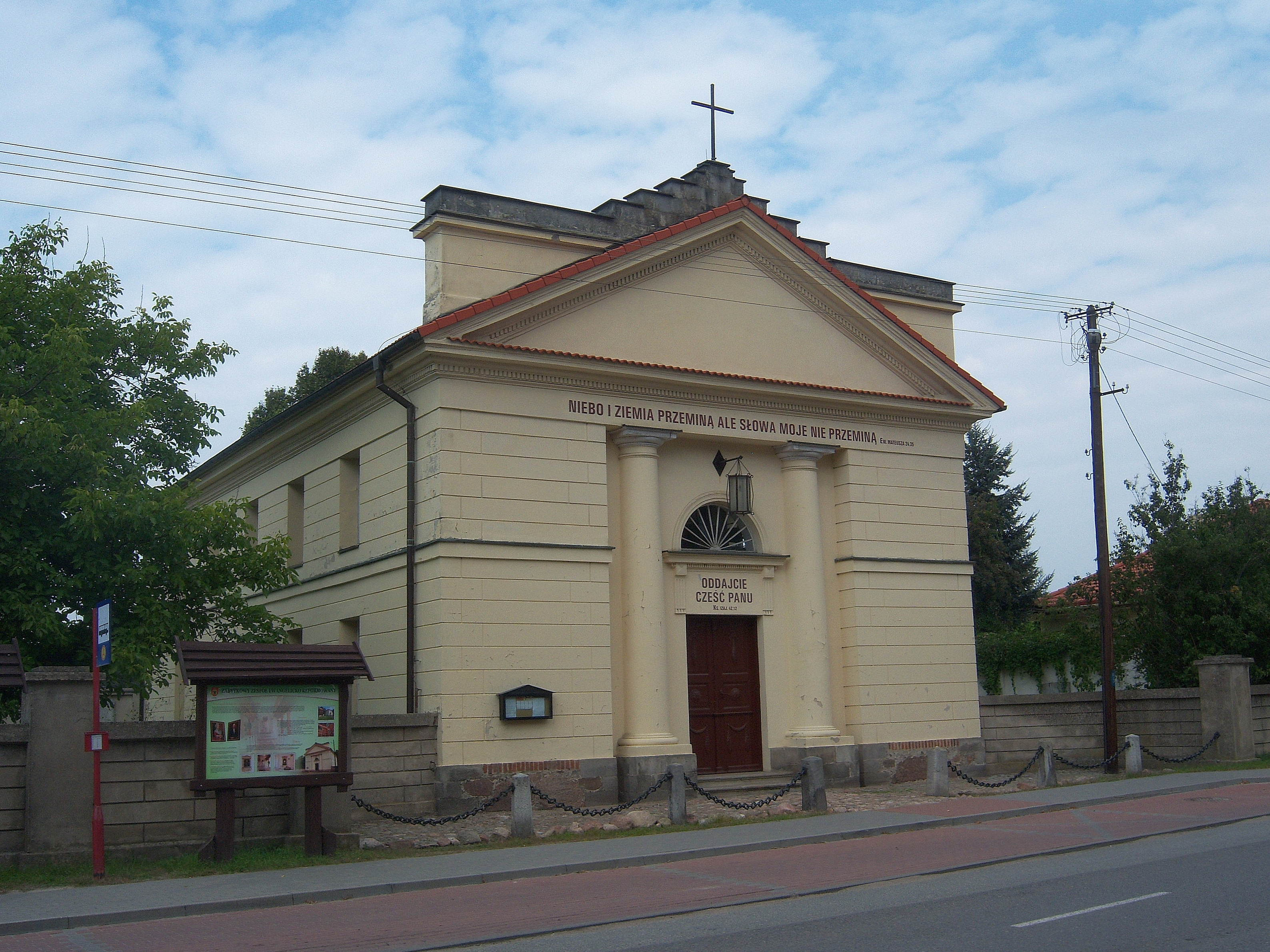
Kościół ewangelicko-reformowany w Żychlinie

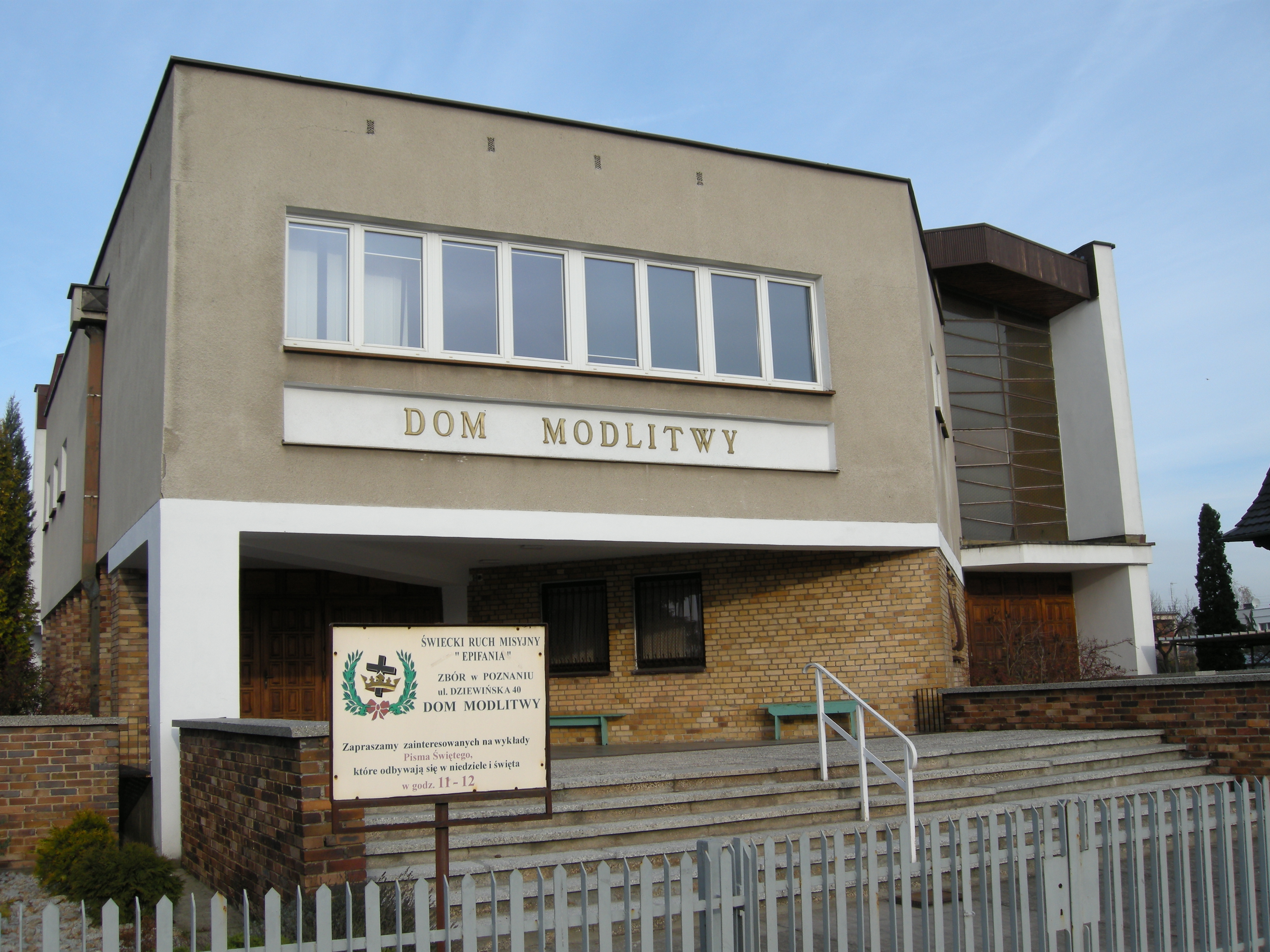
Dom modlitwy Świeckiego Ruchu Misyjnego „Epifania” w Poznaniu

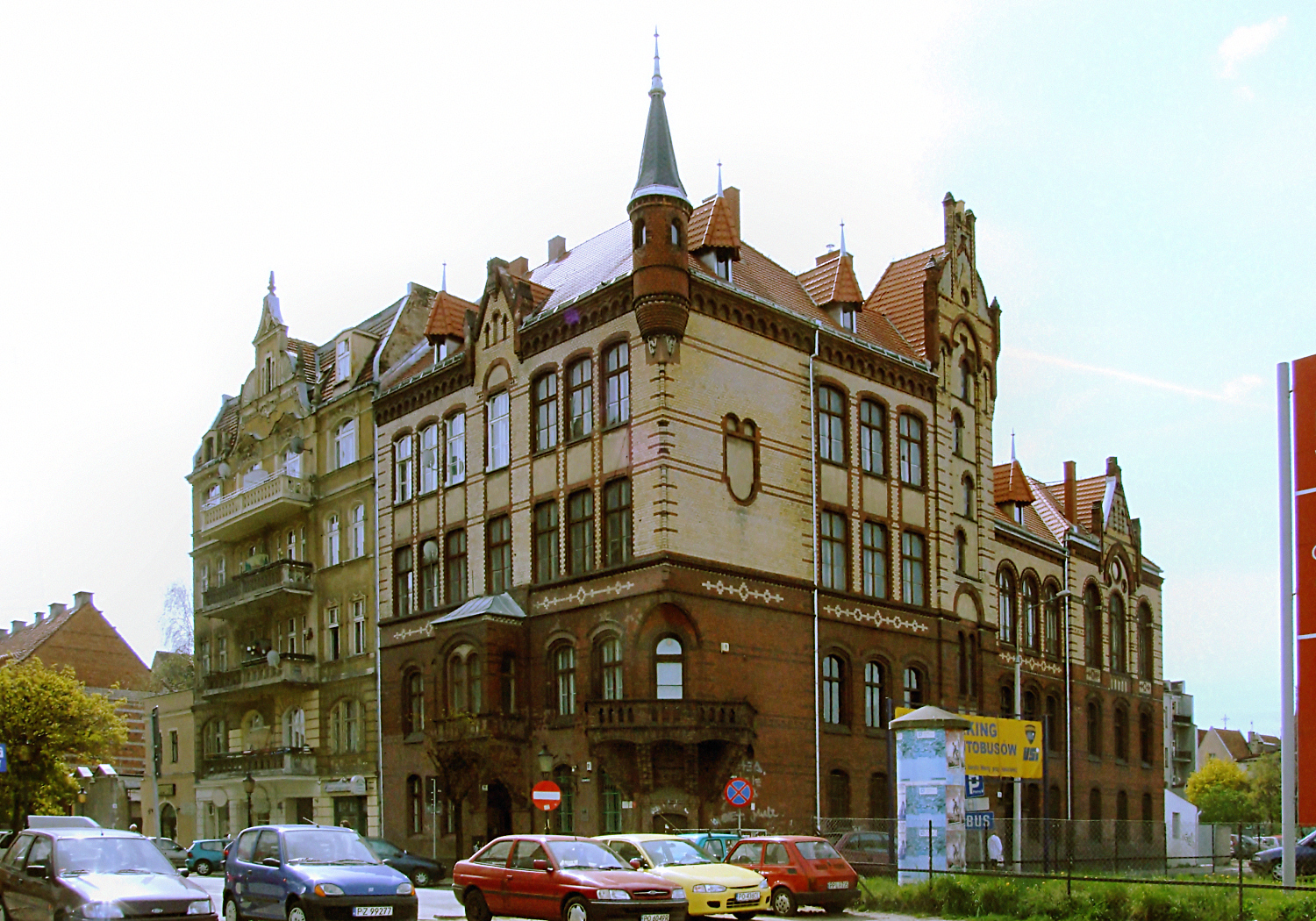
Synagoga w Poznaniu

## Katolicyzm

### Kościół rzymskokatolicki

#### Obrządek łaciński
- Metropolia gnieźnieńska
  - Archidiecezja gnieźnieńska (część) – dekanaty: chodzieski; damasławski (część); gnieźnieński I; gnieźnieński II; goliński; gośliński; kiszkowski; kleczewski; kłecki; miłosławski; pobiedziski; rogoziński; słupecki; strzałkowski; trzemeszeński (część); wągrowiecki; witkowski; wrzesiński I; wrzesiński II; zagórowski[1]
  - Diecezja bydgoska (część) – dekanaty: Kcynia (część); Wyrzysk; Wysoka; Złotów I; Złotów II[2]
  - Diecezja włocławska (część) – dekanaty: dobrski (część); izbicki (część); kłodawski (część); kolski; koniński I; koniński II; koniński III; kościelecki; piotrkowski (część); sompoleński; ślesiński; tuliszkowski; turecki[3]
- Metropolia łódzka
  - Diecezja łowicka (część) – dekanat Krośniewice (część)
- Metropolia poznańska
  - Archidiecezja poznańska – dekanaty: borecki; bukowski; czarnkowski; czerwonacki; gostyński; grodziski; jutrosiński; kostrzyński; kościański; kórnicki; krobski; krzywiński; leszczyński; luboński; lwówecki; międzychodzki (część); nowomiejski; obornicki; pniewski; Poznań-Jeżyce; Poznań-Łazarz; Poznań-Nowe Miasto; Poznań-Piątkowo; Poznań-Rataje; Poznań-Stare Miasto; Poznań-Starołęka; Poznań-Winogrady; przemęcki; przeźmierowski; rawicki; rydzyński; stęszewski; swarzędzki; szamotulski; śmigielski; średzki; śremski; święciechowski; wieleński; wolsztyński; wroniecki; zbąszyński[4]
  - Diecezja kaliska (część) – dekanaty: Błaszki (część); Bralin; Czermin; Dobrzyca; Gołuchów; Grabów; Jarocin; Kalisz I; Kalisz II; Kępno; Koźmin; Koźminek (część); Krotoszyn; Mikstat; Odolanów; Ołobok; Opatówek; Ostrów Wielkopolski I; Ostrów Wielkopolski II; Ostrzeszów; Pleszew; Raszków; Stawiszyn; Syców (część); Trzcinica (część); Twardogóra (część); Zduny (część); Żerków[5]
- Metropolia szczecińsko-kamieńska
  - Diecezja koszalińsko-kołobrzeska (część) – dekanaty: Jastrowie; Piła; Trzcianka; Wałcz (część)[6]
  - Diecezja zielonogórsko-gorzowska (część) – dekanaty: Drezdenko (część); Rokitno (część); Sława (część); Sulechów (część)

#### Obrządek bizantyjsko-ukraiński
- Eparchia wrocławsko-gdańska
  - Dekanat zielonogórski (część) – parafia: Poznań[7]

### Kościół Polskokatolicki
- Diecezja wrocławska
  - Dekanat dolnośląski (część) – parafie: Kotłów; Strzyżew
  - Dekanat pomorsko-wielkopolski (część) – parafia: Poznań[8]

### Polski Narodowy Katolicki Kościół w Kanadzie – Seniorat Misyjny w Polsce
- Parafia: Poznań[9]

### Reformowany Kościół Katolicki w Polsce
- Parafia: Poznań[10]

### Kościół Starokatolicki Mariawitów
- diaspora podlegająca pod parafię św. Mateusza Apostoła i Ewangelisty i św. Rocha Wyznawcy w Nowej Sobótce i parafię Przenajświętszego Sakramentu w Kadzidłowej.

### Kościół Katolicki Mariawitów
- diaspora podlegająca pod parafię Przenajświętszego Sakramentu w Zieleniewie.

## Prawosławie

### Polski Autokefaliczny Kościół Prawosławny
- Diecezja łódzko-poznańska
  - Dekanat Łódź (część) – parafie: Kalisz; Poznań[11]

## Protestantyzm

### Luteranizm
- Kościół Ewangelicko-Augsburski
  - Diecezja pomorsko-wielkopolska (część) – parafie: Kalisz (filiał: Nowa Kaźmierka); Kępno (filiały: Czarny Las, Kobyla Góra, Ostrzeszów); Konin (filiały: Koło, Sompolno, Zagórów); Leszno (filiał: Rawicz); Ostrów Wielkopolski; Piła (filiały: Chodzież, Stróżewice, Wągrowiec); Poznań (filiały: Gniezno, Września); Turek[12]

### Kalwinizm
- Kościół Ewangelicko-Reformowany – parafia Żychlin[13] oraz diaspora w Poznaniu[14]

### Metodyzm
- Kościół Ewangelicko-Metodystyczny – parafie: Chodzież; Nowina; Poznań[15]

### Ewangelikalizm
- Kościół Chrześcijan Baptystów – zbory: Gniezno; Kalisz; Kamionki; Konin; Ostrów Wielkopolski; Poznań (4)[16]
- Kościół Zielonoświątkowy
  - Okręg zachodniowielkopolski (część) – zbory: Chodzież; Jarocin; Kalisz; Konin (2); Krotoszyn; Krzyż Wielkopolski; Leszno; Oborniki; Ostrów Wielkopolski; Piła; Poznań; Swarzędz; Trzcianka; Wolsztyn[17]
- Chrześcijańska Wspólnota Zielonoświątkowa – zbór: Leszno[18]
- Kościół Boży w Chrystusie – zbory: Gniezno; Kalisz; Koło; Leszno; Ostrów Wielkopolski; Poznań[19]
- Kościół Chrystusowy – stacja misyjna: Złotów[20]
- Kościół Chrześcijan Wiary Ewangelicznej – zbory: Gniezno; Konin[21]
- Kościół Wolnych Chrześcijan – zbory: Koło; Piła[22]
- Centrum Chrześcijańskie „Miecz Ducha” w Kaliszu[23]

### Adwentyzm
- Kościół Adwentystów Dnia Siódmego
  - Diecezja zachodnia – zbory: Gniezno; Kalisz; Konin; Poznań; pozostałe placówki: Jutrosin; Leszno; Września[24]
- Zbory Boże Chrześcijan Dnia Siódmego – zbór: Jarocin[25]

### Kwakrzy
- Religijne Towarzystwo Przyjaciół – grupa: Poznań[26]

## Restoracjonizm
- Świadkowie Jehowy

- 10 530 głosicieli (stan w 2011)[27]. W grudniu 2023 na terenie województwa znajdowały się miejsca zgromadzeń 107 zborów (w tym zboru i grupy języka migowego, zboru angielskojęzycznego, dwóch zborów i dwóch grup rosyjskojęzycznych oraz zboru i grupy ukraińskojęzycznej) oraz Sala Zgromadzeń w Stęszewie[28].
- 107 zborów korzystających z Sal Królestwa: Budzisław, Buk (Sala Królestwa: Opalenica), Chocz, Chodzież (2), Czarnków, Czempiń, Dopiewo (Sala Królestwa: Głuchowo), Emilianów, Gniezno (2), Golina, Gostyń, Grabów nad Prosną, Grodziec (Sala Królestwa: Lądek), Grodzisk Wielkopolski, Janków (Sala Królestwa: Skrajnia Blizanowska), Jarocin (2), Kalisz (6), Kazimierz Biskupi, Kępno (Sala Królestwa: Mianowice), Kłodawa, Koło (2), Konin (4), Korzeniew (Sala Królestwa: Zbiersk-Kolonia), Kostrzyn Wielkopolski, Kościan, Kotwasice (Sala Królestwa: Dziadowice-Folwark), Koźmin, Kórnik, Krotoszyn, Krzywiń, Krzyż Wielkopolski, Kuchary, Kuszyn, Leszno (2), Luboń, Międzychód, Mochy, Mosina, Murowana Goślina, Nowy Tomyśl (2) (Sala Królestwa: Glinno), Oborniki Wielkopolskie, Opalenica, Ostrów Wielkopolski (4), Ostrzeszów, Piła (4), Pleszew, Pniewy, Pobiedziska, Poznań (27), Puszczykowo (Sala Królestwa: Mosina), Rawicz, Rogoźno, Rokietnica, Rychwał (Sala Królestwa: Wola Rychwalska), Sieraków, Słupca (3), Stęszew, Swarzędz, Szamotuły, Ślesin, Śrem (2), Środa Wielkopolska, Trzcianka, Turek (2), Ujście (Sala Królestwa: Ługi Ujskie), Wągrowiec, Witkowo, Wolsztyn, Wronki, Września (2), Wyrzysk (Sala Królestwa: Łobżenica), Zbąszyń, Zbiersk, Złotów.

- Świecki Ruch Misyjny „Epifania” – zbory: Chodzież; Gniezno; Głogowa; Kościan; Leszno; Ostrzeszów; Poznań; Rdutów, Ryczywół; Wągrowiec; Wolkowo[29]
- Zrzeszenie Wolnych Badaczy Pisma Świętego – zbory: Poznań, Włoszczakowice
- Kościół Jezusa Chrystusa Świętych w Dniach Ostatnich (mormoni) – gmina: Poznań[30]

## Judaizm
- Związek Gmin Wyznaniowych Żydowskich w RP – placówka filialna: Poznań

## Buddyzm
- Buddyjski Związek Diamentowej Drogi Linii Karma Kagyu – ośrodki miejskie: Kalisz; Koło; Konin; Poznań oraz grupa w Pile[31]

## Islam
- Liga Muzułmańska – Oddział Wielkopolski (Muzułmańskie Centrum Kulturalno-Oświatowe w Poznaniu)[32]
- Muzułmański Związek Religijny – gmina: Poznań[33]